# Silver Lake (Ohio)
Silver Lake – wieś w Stanach Zjednoczonych, w stanie Ohio, w hrabstwie Summit.